# Henriettea ekmanii
Henriettea ekmanii là một loài thực vật có hoa trong họ Mua. Loài này được (Urb.) Alain mô tả khoa học đầu tiên năm 1965.